# Дом Советов (Барнаул)
Дом Советов — административное здание в Барнауле, в котором размещается Администрация Алтайского края. Расположено по адресу: проспект Ленина, 59. Здание играет важную роль в формировании главной площади города.

## История
Фундамент здания был заложен еще до Великой Отечественной войны. По первоначальному проекту основная пятиэтажная часть должна была в центральной части иметь 16-этажную надстройку с высоким шпилем. Этот проект не был осуществлен, а в 1961 г. 4-этажное здание крайисполкома было построено по проекту ленинградских архитекторов.